# Otto Bjernrud
Per Otto Bjernrud, född 23 april 1891 i Väsby, Malmöhus län, död 1966 i Helsingborg, var en svensk målare. 
Han var son till fabrikören Oskar Persson och Johanna Johnsson och från 1932 gift med Selma Andersson (1888–1970). Bjernrud studerade vid Althins målarskola 1916 och för Carl Wilhelmson 1917–1918 samt under studieresor till Frankrike, Norge och Nederländerna. Han medverkade i samlingsutställningar i Helsingborg. Hans konst består av stilleben, figurer och soliga landskapsmålningar i olja. Makarna Bjernrud är begravda på Donationskyrkogården i Helsingborg.